# Жарко Николић
Жарко Николић (Нови Сад, 16. октобар 1936 — Нови Сад, 22. август 2011) био је југословенски фудбалски репрезентативац и дугогодишњи играч Војводине. Играо је у одбрани на позицији левог бека. Имао је вишу стручну спрему (биологија и физичко васпитање), а завршио је и вишу тренерску школу.

## Спортска биографија
Фудбал је почео да игра као и сви дечаци на ливади. По доласку са летовања 1952. године, његов друг Ђорђе Илић наговорио га је да оде на пробу у Војводину. После првог тренинга примио га је тадашњи тренер подмлатка Фрањо Валок. Брзо је постао игач подмлатка.
Са непуних 18 година наступио је за први тим Војводине у првенственом сусрету са Црвеном звездом коју је Војводина победила у Новом Саду са 3:2.
Као и у подмлатку, и у првом тиму је играо леву полутку и био голгетер. Када је први тим Војводине преузео тренер Густав Лехнер 1954. поставио га је на место левог бека. Убро је поста стандардни првотимац на том месту, а касније је на месту бека играо и у репрезентацији. Све до 1966. играо је без паузе и измене у генерацији која је Војводини донела први типулу првака државе. У том периоду одиграо је је 563 утакмице, од којих 226 првенствених.
Сладеће две сезоне је играо у Немачкој за Шалке 04 из Гелзенкирхена. У другој сезони на утакмици у Келну искључио га је судија. То је било његово једино искључење у фудбалској каријери. Био је тешко повређен па је неспортски реаговао. На наговор тадашњег тренера Војводине Здравка Рајкова вратио се у Нови Сад и ту завршио фудбалску каријеру 1969. године.
Прошао је кроз све репрезентативне селекције. За омладинску је одиграо две, за младу 3, за Б шест и девет за А селекцију. Дебитовао је 1959. на утакмици у квалификацијама за Олимпијске игре у Риму против Израела у Тел Авиву (2:2). Пред озлазак на игре у Рим разболео се и није отишао. Од репрезентације се опростио 1961. у пријатељској утакмици такође против Израела у Тел Авиву (2:0).
По завршетку каријере радио је у Војводини као тренер, претежно са омладинским селекцијама.

## Утакмице репрезентације у којима је играо
| Бр. | Датум              | Место    | Противник    | Резултат  | Голови | Клуб                | Врста | Детаљи                                  |
| --- | ------------------ | -------- | ------------ | --------- | ------ | ------------------- | ----- | --------------------------------------- |
| 1.  | 21. октобар 1959.  | Тел Авив | Израел       | 4:2 (2:1) |        | Војводина, Нови Сад | КОИ   | [ мртва веза ]                          |
| 2.  | 22. мај 1960.      | Београд  | Португалија  | 5:1 (2:1) |        | Војводина, Нови Сад | КЕП   | [ мртва веза ]                          |
| 3.  | 6. август 1960.    | Београд  | Тунис        | 7:0 (5:0) |        | Војводина, Нови Сад | ПУ    | Архивирано на веб-сајту (1. април 2016) |
| 4.  | 10. октобар 1960.  | Београд  | Јужна Кореја | 5:1 (1:0) |        | Војводина, Нови Сад | КСП   | Архивирано на веб-сајту (24. јун 2016)  |
| 5.  | 19. новембар 1960. | Загреб   | Аустрија     | 2:1 (1:1) |        | Војводина, Нови Сад | ПУ    | [ мртва веза ]                          |
| 6.  | 26. новембар 1960. | Сеул     | Јужна Кореја | 3:1 (2:0) |        | Војводина, Нови Сад | КСП   | [ мртва веза ]                          |
| 7.  | 28. новембар 1960. | Токио    | Јапан        | 1:0 (0:0) |        | Војводина, Нови Сад | ПУ    | Архивирано на веб-сајту (1. април 2016) |
| 8.  | 28. новембар 1960. | Хонгконг | Хонгконг     | 2:1 (1:0) |        | Војводина, Нови Сад | ПУ    | [ мртва веза ]                          |
| 9.  | 14. децембар 1960. | Тел Авив | Израел       | 2:0 (1:0) |        | Војводина, Нови Сад | ПУ    | [ мртва веза ]                          |